# Vịt lưng trắng
Vịt lưng trắng (danh pháp hai phần: Thalassornis leuconotus) là một loài thủy điểu trong họ Vịt (Anatidae). Nó là khác biệt với các loài vịt khác, nhưng có quan hệ họ hàng gần gũi nhất với các loài le nâu trong phân họ Dendrocygninae, mặc dù cũng thể hiện một số nét tương tự như các loài vịt đuôi cứng trong phân họ Oxyurinae. Nó là thành viên duy nhất của chi Thalassornis cũng như của phân họ Thalassorninae.

## Đặc điểm
Loài vịt này dài khoảng 38–40 cm, cân nặng khoảng 0,6 tới 0,8 kg với cổ ngắn, đầu to. Bộ lông có các vằn màu nâu sẫm/nâu ánh vàng xen kẽ. Lông đầu màu nâu sẫm với vệt trắng gần mỏ. Loài vịt này thích nghi tốt với việc lặn nhưng di chuyển lạch bạch khó khăn khi ở trên cạn. Đôi khi người ta có thể quan sát thấy một số cá thể có thể lặn sâu dưới nước tới nửa phút. Chúng sống thành các bầy nhỏ, chủ yếu tìm kiếm củ của các loài súng, nhưng cũng ăn cả lá non và hạt hay ấu trùng của sâu bọ. Khi gặp nguy hiểm, chúng cũng ưa chọn kiểu chạy trốn kẻ thù bằng cách lặn, vì thế cái lưng màu trắng rất khó nhìn thấy trong thực tế. Việc làm tổ có thể diễn ra quanh năm, với tổ gần mặt nước, chẳng hạn trong các bụi lau sậy hay trên các đảo nhỏ và thông thường một vài cặp làm tổ gần kề nhau. Tổ của chúng làm từ cỏ rác, ít khi có lớp lót bằng lông. Vịt mái sau đó đẻ từ 4 tới 10 trứng vỏ nhạt màu. Vịt con sẽ nở ra sau khoảng 1 tháng ấp. Cả vịt bố lẫn vịt mẹ đều chăm sóc con cái. Các con vịt non sẽ rời bố mẹ sau 2-4 tháng.

## Phân bố

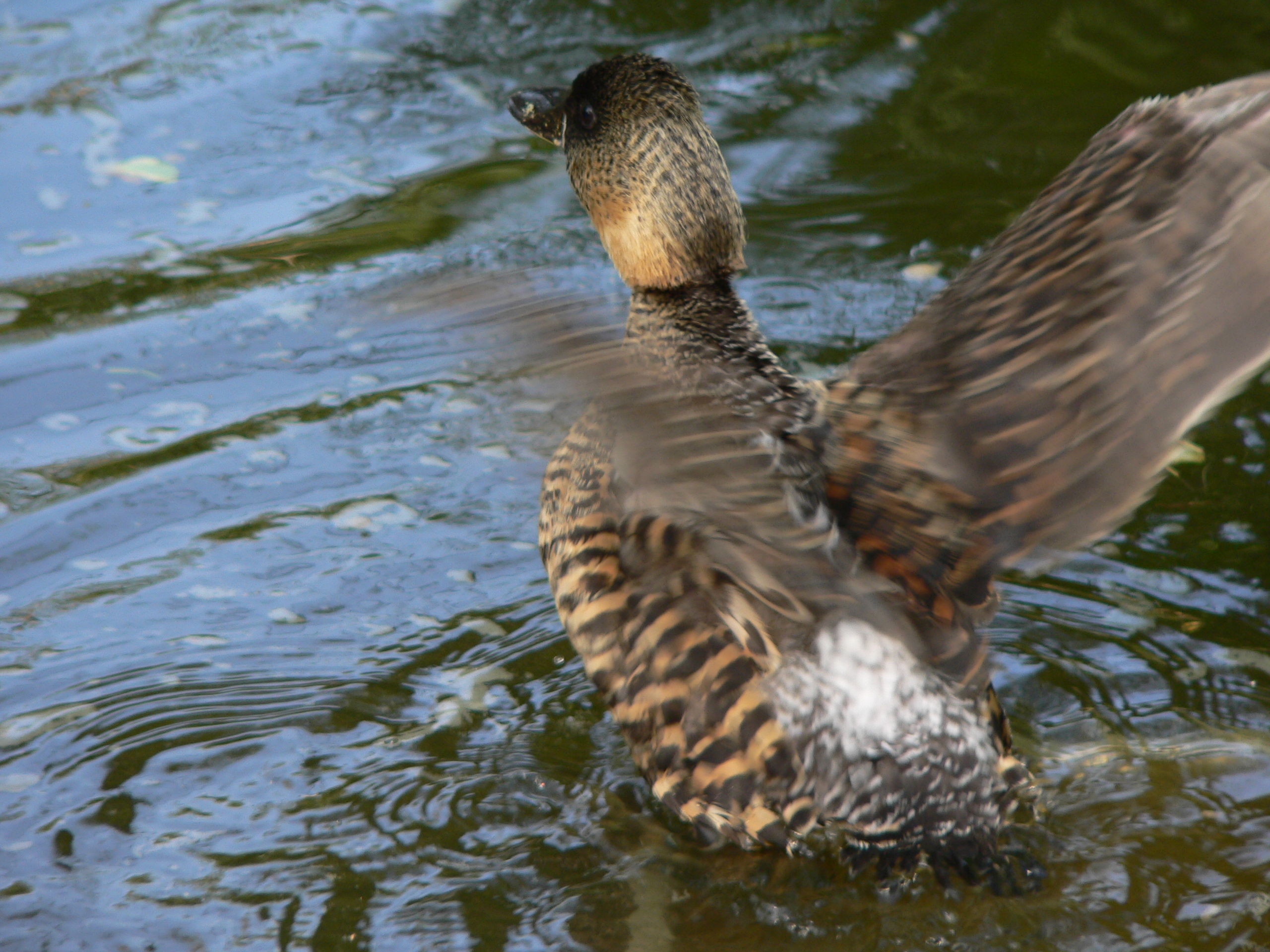
Phần lưng màu trắng thể hiện trong hình này

Vịt lưng trắng sống tại miền trung/nam châu Phi, đặc biệt là nằm trong khu vực từ giữa Sénégal và Chad ở phía tây và giữa Ethiopia tới Nam Phi ở phía đông. Môi trường sống của chúng bao gồm các ao, hồ, đầm lầy nước chảy chậm và nhiều lau sậy, những nơi chúng có thể được ngụy trang tốt để chống lại kẻ thù.
Loài này có hai phân loài là Thalassornis leuconotus leuconotus và Thalassornis leuconotus insularis. Phân loài thứ hai chỉ sinh sống tại Madagascar và được coi là đang nguy cấp do bị săn bắn, mất môi trường sống cũng như từ sự du nhập của các loài cạnh tranh. Hiện tại, người ta ước tính quần thể vịt lưng trắng vào khoảng từ 14.000 tới 31.000 con.
Vịt lưng trắng là một trong các loài mà Agreement on the Conservation of African-Eurasian Migratory Waterbirds (Thỏa thuận bảo tồn các loài thủy điểu di trú Phi-Á-Âu hay AEWA) được áp dụng.